# Tom Hooker
Tom Hooker, pseudonimo di Thomas Beecher Hooker, o Thomas Barbey (Greenwich, 18 novembre 1957), è un cantante, compositore, produttore discografico e fotografo statunitense che, nel genere italo disco, fu molto celebre in Italia negli anni ottanta sia per alcune sue hit discografiche che per aver dato la voce al progetto Den Harrow.
(Tom Hooker, in un'intervista del 2004.)

## Biografia

### Origini
Nasce negli Stati Uniti ma quando ha solo 6 anni si trasferisce con la famiglia a Ginevra dove studia lingue e si avvicina alla musica, prendendo lezioni di pianoforte, violino e chitarra. A 10 anni impara a suonare la batteria. A 18 anni abbandona gli studi e si dedica a tempo pieno all'attività di batterista e cantante in un quartetto locale. Registra a Ginevra un demo, Flip Over, che viene acquistato dall'etichetta milanese Harmony, per cui nel 1980 decide di trasferirsi nel capoluogo lombardo.

### Carriera artistica
Nel 1981 lavora come attore di fotoromanzi e partecipa al Festival di Sanremo con Toccami. Il singolo successivo è I Want to Love, che contiene una differente versione di Go Today, il brano in origine inciso come lato B del disco precedente. In questi primi anni di carriera si presenta generalmente in tutte le sue esibizioni in pattini a rotelle e con due ballerine di accompagnamento.
Nel 1982 passa alla casa discografica Full Time, per la quale realizza il 45 giri Dove andiamo e che fu in seguito tradotto in inglese come Talk with Your Body e ristampato su Maxi Single. Nel 1983 esce con Come Back Home e svolge una breve esperienza cinematografica nel lungometraggio Jocks di Riccardo Sesani, un B-movie poi divenuto di culto come uno dei pochi film a descrivere la vita nelle discoteche italiane di quegli anni e che aveva nella colonna sonora il brano Maybe One Day del gruppo riminese The Creatures.
Nel 1984 pubblica il 45 giri Indian Girl/Love Attack e cambia nuovamente etichetta realizzando per la Sensation-Disco Magic il singolo Give It to Me e, sotto lo pseudonimo di "Fax the Fax", anche la cover di Precious Little Diamond, una canzone fortunatissima ed originariamente incisa da Fox the Fox.
Nello stesso anno avviene anche l'incontro con il produttore milanese Roberto Turatti ed il produttore/compositore Miki Chieregato che, per la Baby Records cercavano una nuova voce con cui proseguire nel progetto Den Harrow (che in origine consisteva in una produzione musicale senza un volto ed un personaggio vero e proprio) e così, cantandone i nuovi brani, contribuirà a trasformare lo stesso progetto in uno dei maggiori successi musicali degli anni ottanta in Italia ed in Europa..
La Baby Records lo mette inoltre sotto contratto esclusivo come autore di testi; per loro, nel 1986 compone la hit U.S.S.R. di Eddy Huntington, in cui è anche presente come corista e Dangerous di Alba Parietti, nonché ritorna a cantare nei propri brani come Looking for love (1986), Help Me (1986), Atlantis (1987) e Feeling Okay (1988) firmandosi come Tom Hooker (oppure T. Hooker) od anche con pseudonimi come nel caso "Swiss Boy" (1986) dove si firmò "Lou Sern" (pronuncia fonetica della città di Lucerna) e distribuito in Europa con etichette discografiche differenti..
Nel 1986 partecipa al progetto Fahrenheit 104, band composta anche da Maurizio Vandelli, Jane Hill e Dario Farina, con la quale incide il brano Highway To Freedom, composto da Vince Tempera per la parte musicale e da Michael Kunze per il testo, anch'esso pubblicato come singolo dalla Baby Records.
Negli anni '90 incide alcuni singoli con lo pseudonimo David Harleyson, ottenendo un buon riscontro commerciale in Thailandia.
Nel 2010 ed in seguito a una polemica avuta su Facebook con Stefano Zandri (negli anni 80 il mimo che prestava il volto al progetto Den Harrow ed in seguito divenuto il detentore dei diritti di quel progetto), rilascia su YouTube una conferenza stampa dove, accompagnato da Michele Chierigato, dimostra di essere lui il cantante di molti dei successi di Den Harrow e chiede a Zandri di non esibirsi più in playback utilizzando la sua (di Tom Hooker) voce.
A partire dal 2011 riprende l'attività musicale al fianco di Chieregato, pubblicando i singoli Future Brain 2011 e Bad Boy 2011, remake dei brani da lui scritti e portati al successo dal progetto Den Harrow negli anni 80, e l'inedito Nobody Loves Me, un suggestivo pezzo pop rock per il quale si firma Tom Hooker & Elastic Band. Nel 2014 lancia con Chieregato il progetto "Tam Harrow", con cui pubblica alcuni singoli e un album, Incredible Idiot, nel 2015. Nel 2017 pubblica il doppio cd Back in Time, 27 brani tra cui il duetto con Linda Jo Rizzo I Want You Tonight.

### Fotografia
A partire dalla fine degli anni 80, con il declino dello stile italo disco, Hooker si allontanò gradualmente dalla scena musicale per curare in modo più professionale il suo hobby della fotografia. Dopo essersi sposato, iniziò una brillante carriera come "visual artist", eseguendo opere fotografiche e di design figurativo. È un apprezzato artista, che espone con successo in gallerie di molti Paesi.
Le opere fotografiche di Thomas Barbey rappresentano un mondo surreale. Con immaginazione illimitata e abilità, Barbey combina più immagini, con soggetti anche molto differenti, ottenendo un risultato che si discosta totalmente dalla realtà. Tutto questo con le tecniche fotografiche classiche senza l'utilizzo di post produzione al computer.

## Vita privata
Nato con il cognome di 'Hooker' (letteralmente 'agganciatore' ma traducibile anche come 'adescatore'), dopo il matrimonio prese il cognome di sua madre (Beecher) per evitare di dare il suo nativo alla moglie in quanto 'Hooker' in slang americano può anche significare prostituta; vive con la moglie Suzanne Berquist a Las Vegas.

## Discografia

### Album in studio
- 1986 - Only One
- 1988 - Bad Reputation
- 1992 - Fighting For Our Love
- 2017 - Back in Time

### Singoli
- 1981 - Flip over/We can start it all over again
- 1981 - Toccami/Go today
- 1981 - I want to love/Go today (New version)
- 1982 - Dove andiamo/Try me
- 1982 - Talk with your body/Dove andiamo (Italian version)/Talk with your body (Instrumental)/Try me out
- 1983 - Come back home (Vocal version)/(Radio Version)/(Instrumental version)
- 1984 - Give it to me (Vocal)/Give it to me (Instrumental)'
- 1984 - Indian girl/Love attack
- 1984 - Real men/Football real men (Real men Another mix)
- 1985 - Cry/Don't forget (to buy this record)
- 1985 - Real men (Swedish remix)
- 1986 - Looking for love/Dub Looking for love (Instrumental)
- 1986 - Help me/New Help me
- 1986 - Only one (Slow version)/Only one (Instrumental)
- 1987 - Atlantis/Amnesie Atlantis
- 1988 - Feeling Okay/I'm feeling Okay (Soft version)
- 1988 - No More Heaven
- 1990 - Living in the sunshine/Living in the sunshine (Instrumental)
- 1991 - Sex-O-Phone & Funk Guitar/Pick up the sex (10 Dance mix)/Sex-O-Phone & Funk Guitar (Single version)
- 1992 - Fighting for our love/What about me
- 1994 - Runaway (Extended mix)/Runaway (Club mix)
- 2010 - Change your mind/Change your mind (Ricci remix)/Change your mind (Club mix)
- 2011 - Future Brain 2011
- 2011 - Bad Boy 2011
- 2011 - No Elevation
- 2011 - My banana
- 2014 - Illusions/Nobody loves me
- 2020 - With Our Love (with Bad Boys Blue and Scarlett)

### Collaborazioni varie
- 2021: A Sailor from the Moon (Remix) - featuring Lord, Begüm Günceler, Mike Blum
- 2021: In the sign of destiny - featuring Lord, Peter Rafelson
- 2021: Keep on rolling - featuring Lord

## Filmografia
- Jocks, regia di Riccardo Sesani (1983)